# Moraea nubigena
Moraea nubigena är en irisväxtart som beskrevs av Peter Goldblatt. Moraea nubigena ingår i släktet Moraea och familjen irisväxter. Inga underarter finns listade i Catalogue of Life.